# Дракони назавжди
Дракони назавжди (англ, назва Dragons Forever) — гонконгський фільм з Джекі Чаном у головній ролі. Фільм вийшов на екрани в 1988 році.

## Сюжет
Секретний завод по виробництву наркотиків руйнує екологію маленького озера. Власниця озера, красуня Лао, збуджує судовий процес проти наркомафії.
Талановитий адвокат Джоні Лан, за наказом корумпованих властей, повинен відстоювати в суді інтереси мафії. Адвокат за допомогою друзів починає таємне розслідування діяльності

## В ролях
- Джекі Чан - Джекі Ланг
- Саммо Хунг - вонг Фей-Хуй
- Єн Біяо - Танг Те-Біяо
- Поулінг Єн - Вен Май-Лінг
- єн Вах - Хуа Хсеіг Ву
- Чанг Лінг - асистент джекі